# Пам'ятник Василю Каразіну
Пам'ятник Василю Каразіну — пам'ятник видатному українському вченому-просвітнику, винахіднику, громадському діячеві, засновнику першого у східній Україні університету (1805) Василю Каразіну в центрі Харкова. Пам'ятник є одним із перших у Харкові після пам'ятнику заснуванню міста (XVIII століття, демонтований у 1920-х), пам'ятнику Шевченкові (1901 рік, нині знаходиться у музеї Шевченка у Києві) та пам'ятника Пушкіну (1904 рік, демонтований у 2022). Нині є найстарішим пам'ятником Харкова, що зберігся у місті.

## Загальні дані
Пам'ятник Василю Каразіну розташований перед центральним входом до головного корпусу Харківського національного університету (майдан Свободи, 4), який також носить ім'я вченого.
Встановлено пам'ятник 1905 року — на честь століття від заснування університету.
Автори — скульптор І. І. Андреолетті та архітектор О. М. Бекетов.
Пам'ятник виконано в академічній манері.
У 2009 році пам'ятнику надано статус пам'ятки монументального мистецтва національного значення № 200011-Н.

## Опис
Автори пам'ятника зобразили Василя Каразіна під час його промови перед громадськістю міста 1 вересня 1802 року, в якій він власне обґрунтовував необхідність створення Харківського університету. Постать Василя Назаровича урочиста і піднесена; погляд звернутий до оточуючих, його ліва рука на невеликому пілоні, підтримуючи аркуш паперу (очевидно, проєкт відкриття університету), а права — висунута наперед у жесті, що має привертати увагу слухачів до його промови.
Статуя зроблена з червоної бронзи у дві натуральних величини, її розміри 3х1,4х1,55 м. Вона відлита у 1904 р. на фабриці «А. Норан» (Санкт-Петербург). З часом поверхня статуї окислилась і має темно-зелений колір і світло-зелені патьоки. Вона встановлена на постаменті з сірого фінського граніту висотою 3,7 м, який був виготовлений фірмою Сомавілла (Фінляндія). Розміри постаменту в нижній частині — 1,8×1,8 м, в верхній частині — 1,35×1,35 м. Загальна висота пам'ятника 7,2 м.
На п'єдесталі викарбувано декілька написів (усі — дореформеною російською):
- на лицьовому боці постаменту — «1805-1905. Василий Назаровичъ Каразинъ, положившій основаніе императоскому Харьковскому университету. 1773—1842»;
- на одній з бічних сторін постамента слова самого Василя Каразіна: «Главнымъ предметомъ учрежденія университета было у меня благосостояние моей милой страны и полуденного края Россіи»;
- на іншій — інша цитата Каразіна: «Блаженъ уже стократно, ежели случай поставилъ меня в возможность сдѣлать малѣйшее добро любезной моей Украинѣ, которой пользы столь тѣсно сопряжены съ пользами исполинской Россіи»;
- на тильному боці — інформативний напис: «Сооружен к столетию университета», розмішений під барельєфом, на якому зображена садиба Василя Каразіна в Кручику. Вона була зруйнована у роки радянської окупації.

## Історія встановлення і перенесень

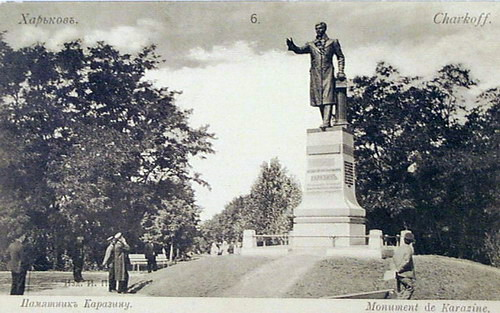
Пам'ятник В. Н. Каразіну на місці сучасного пам'ятника Шевченкові

Вперше ідея створення пам'ятника Каразину виникла 17 січня 1865 р. на обіді у ректора університету В. Я. Кочетова, проте тоді не отримала організаційної підтримки.
За рік до століття від дня народження Василя Каразіна 1872 року Рада Харківського університету за ініціативою відомого письменника Г. П. Данилевського звернулася до російського уряду по дозвіл розпочати збирання коштів на спорудження пам'ятника Каразіну. Але лише в жовтні 1874 року губернські земські збори асигнували на це 5 тисяч карбованців і ще стільки ж — на заснування стипендії імені Каразіна. Благодійники зібрали ще 2,4 тис. карбованців. А ще за кілька років нарешті царським міністром внутрішніх справ було затверджено «Положення про комітет для спорудження пам'ятника Василю Назаровичу Каразіну», відтак були подолані основні бюрократичні перепони на шляху зведення монумента.
До Комітету на чолі з ректором університету серед інших увійшли також видатний вчений-історик професор Д. І. Багалій та інші представники професури, письменник і художник М. М. Каразін (онук В. Н. Каразіна), поміщик Богодухівського повіту І. І. Каразін (родич В. Н. Каразіна), представники губернської земської управи тощо. Саме Комітет ухвалив рішення про встановлення повнофігурного пам'ятника, на противагу традиційним на той час погруддям на високих п'єдесталах. Модель скульптури пам'ятника в глині була замовлена петербурзькому скульптору І. І. Андреалетті, а проєкт п'єдесталу — академіку архітектури О. М. Бекетову.
У 1903 проєкт пам'ятника було схвалено харківськими земськими зборами і Радою університету. Тоді ж місцем спорудження пам'ятника затвердили круглу площу на початку головної алеї Університетського саду (теперішній Сад імені Тараса Шевченка) — на місці, де зараз височить монумент Т. Г. Шевченку. 28 серпня 1904 року модель скульптури була схвалена комісією Академії мистецтв.
Відкриття пам'ятника планувалось до сторіччя від дня заснування університету — на 16 січня 1905 р. Але російсько-японська війна та події першої російської революції відтермінували відкриття.
Урочисте відкриття пам'ятник Василю Каразіну відбулося 20 червня 1907.
За свою понад столітню історію пам'ятник декілька разів змінював місце розташування. Так, у 1934 році пам'ятник було перенесено до університетського корпусу на Університетській вулиці (перед входом у теперішню церкву). А вже 1958 року пам'ятник Василю Каразіну знову було перенесено до міського саду імені Т. Г. Шевченка.
Нарешті, у 2004 із нагоди урочистостей до двохсотої річниці заснування Харківського університету (того ж таки року відзначалося 350-ліття Харкова) пам'ятник було встановлено біля центрального входу до головного корпусу університету, який (університет) від 1999 року носить ім'я свого засновника — Василя Назаровича Каразіна.

## Галерея

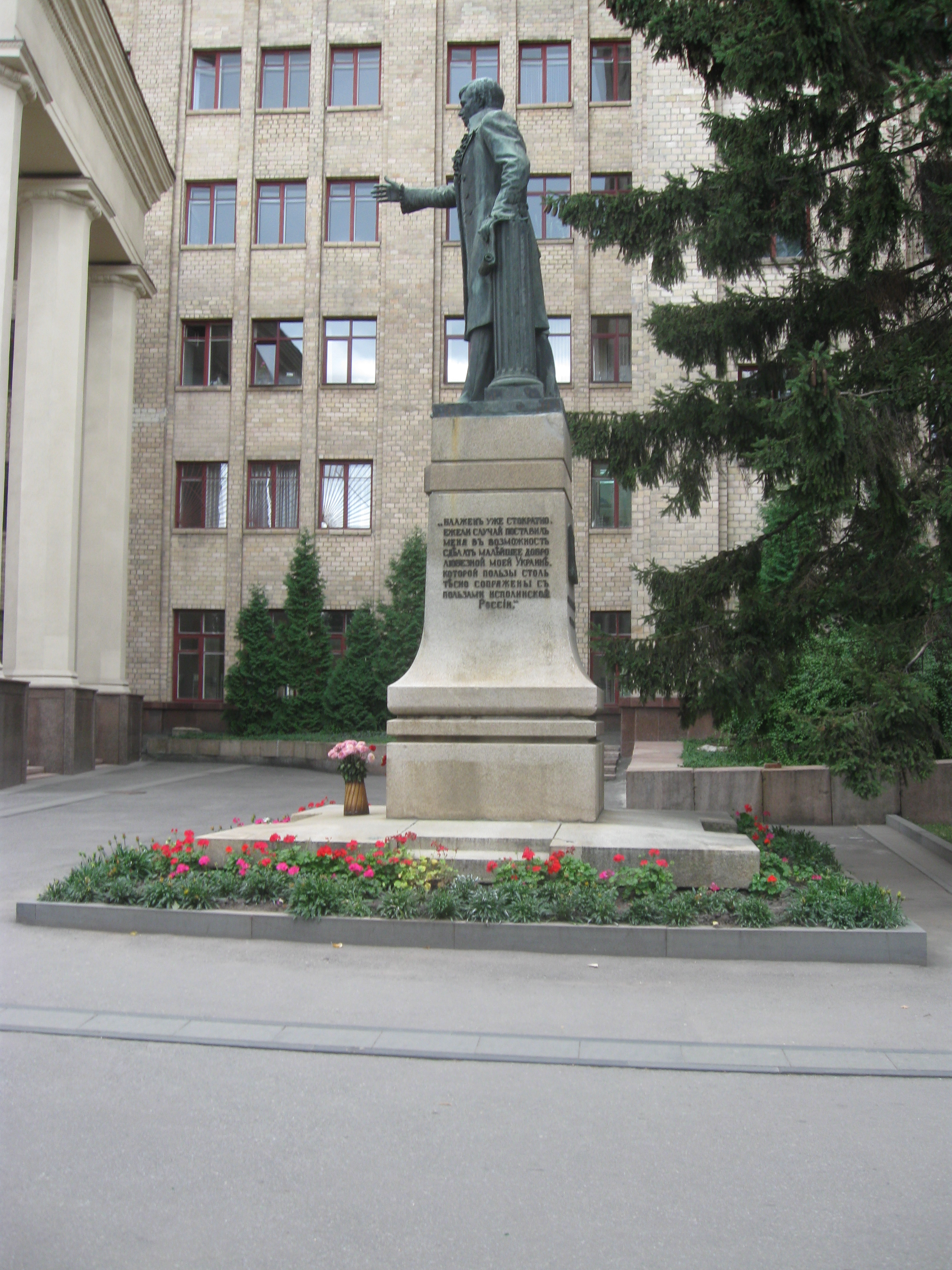
«У наш час Каразін пильно вдивляється, хто входить до і виходить з університету»
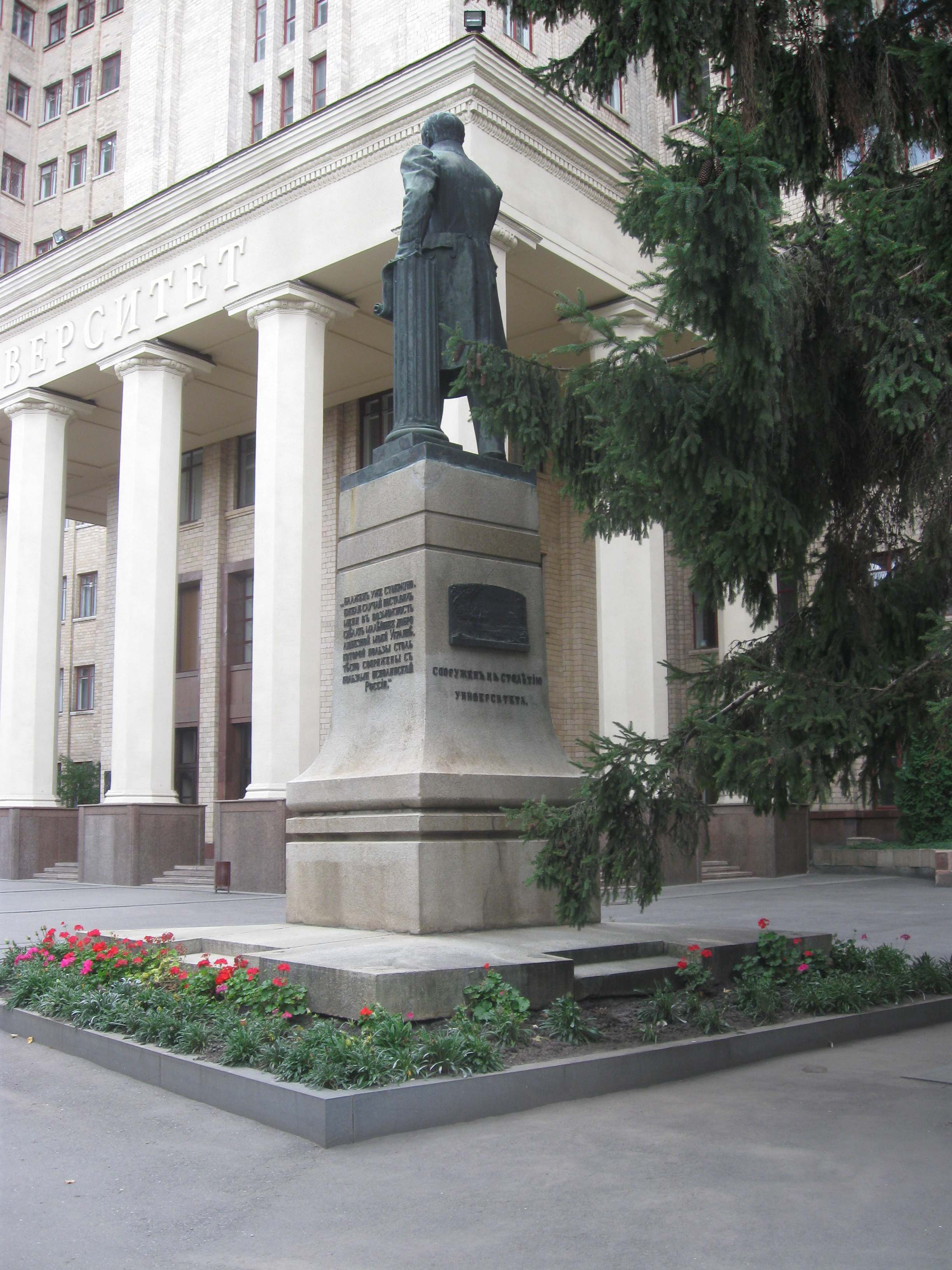
Пам'ятник Василю Каразіну (ракурс)
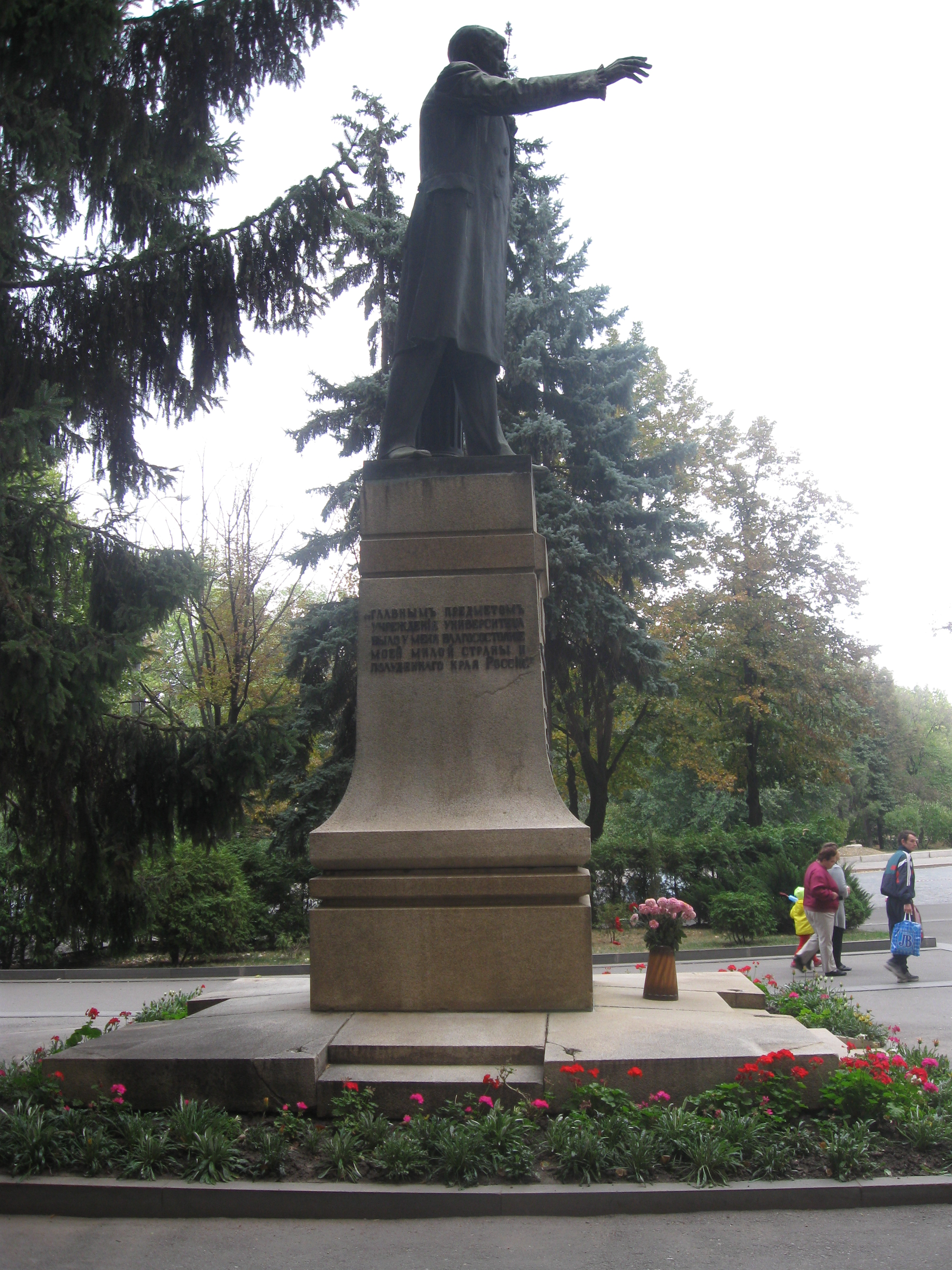
Вид на пам'ятник збоку
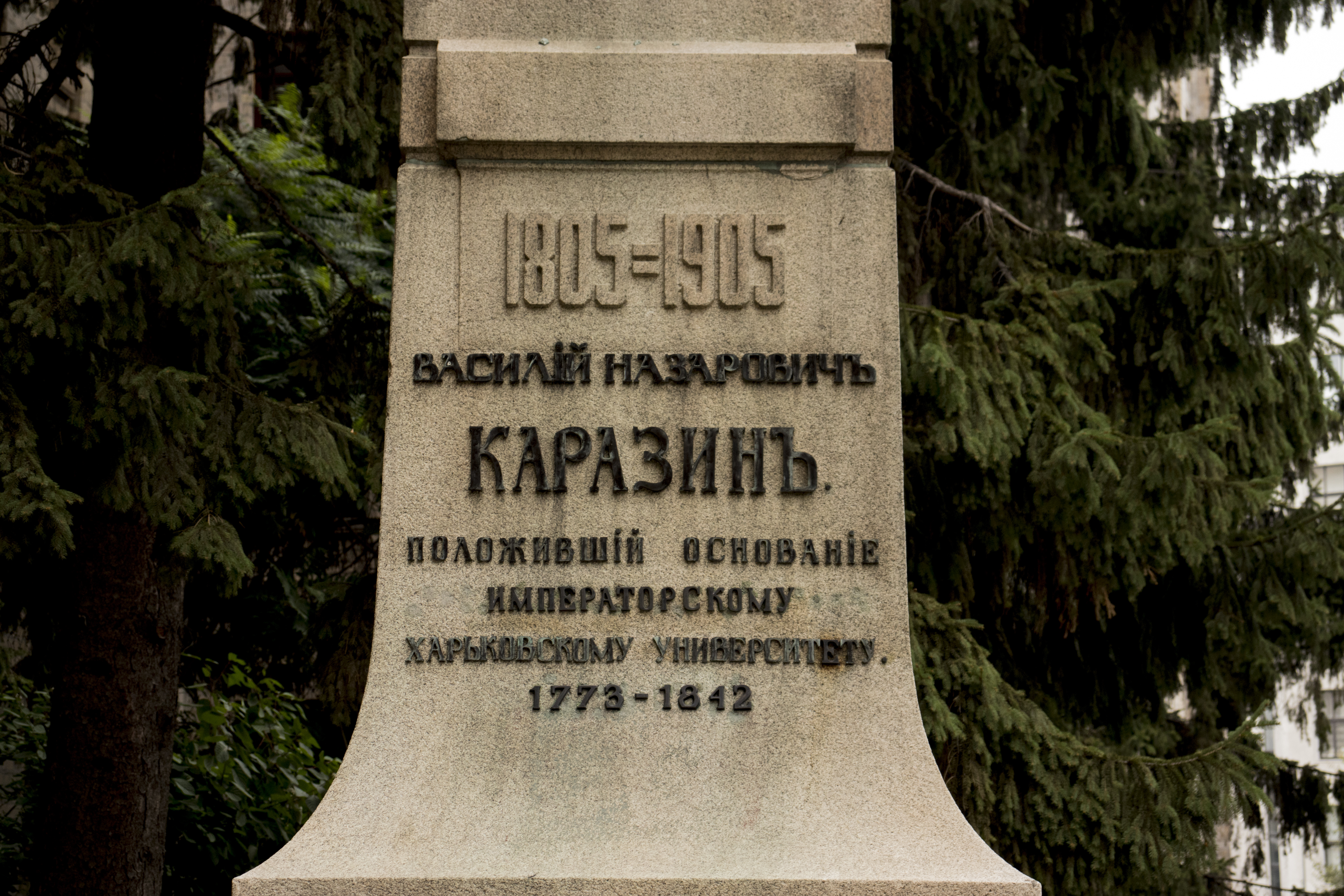
Лицьова сторона постаменту
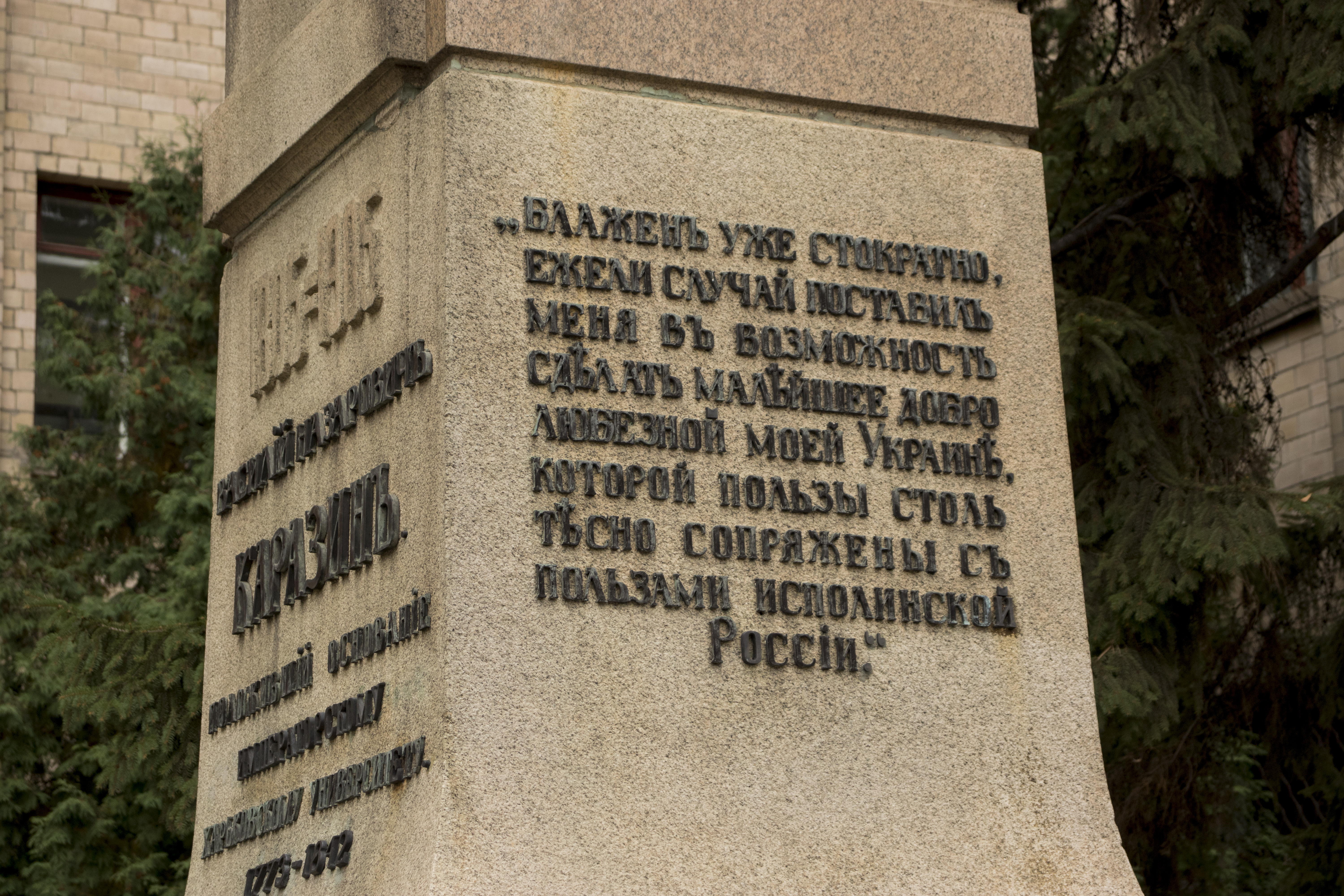
Права бічна сторона
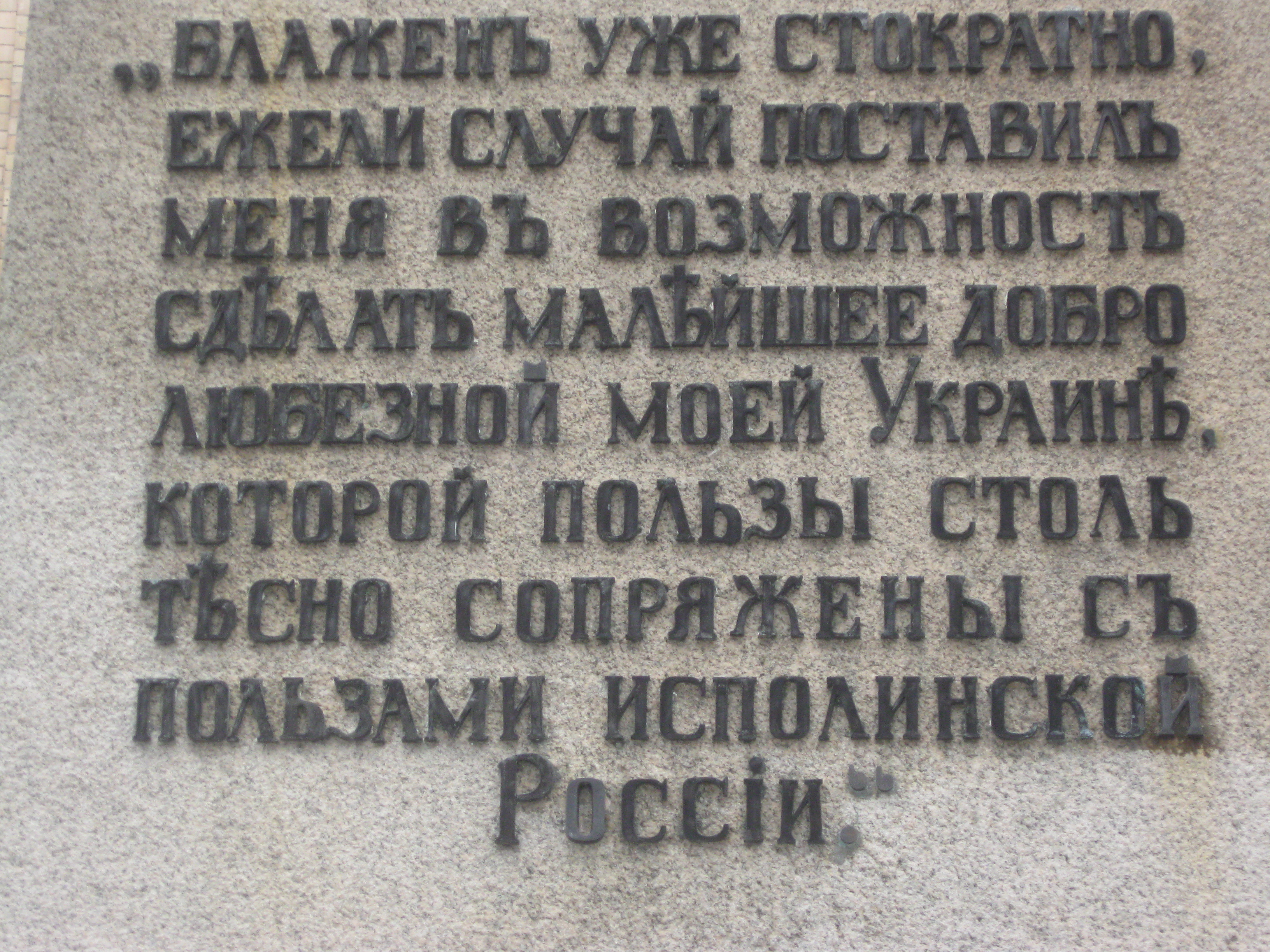
Один з написів на постаменті
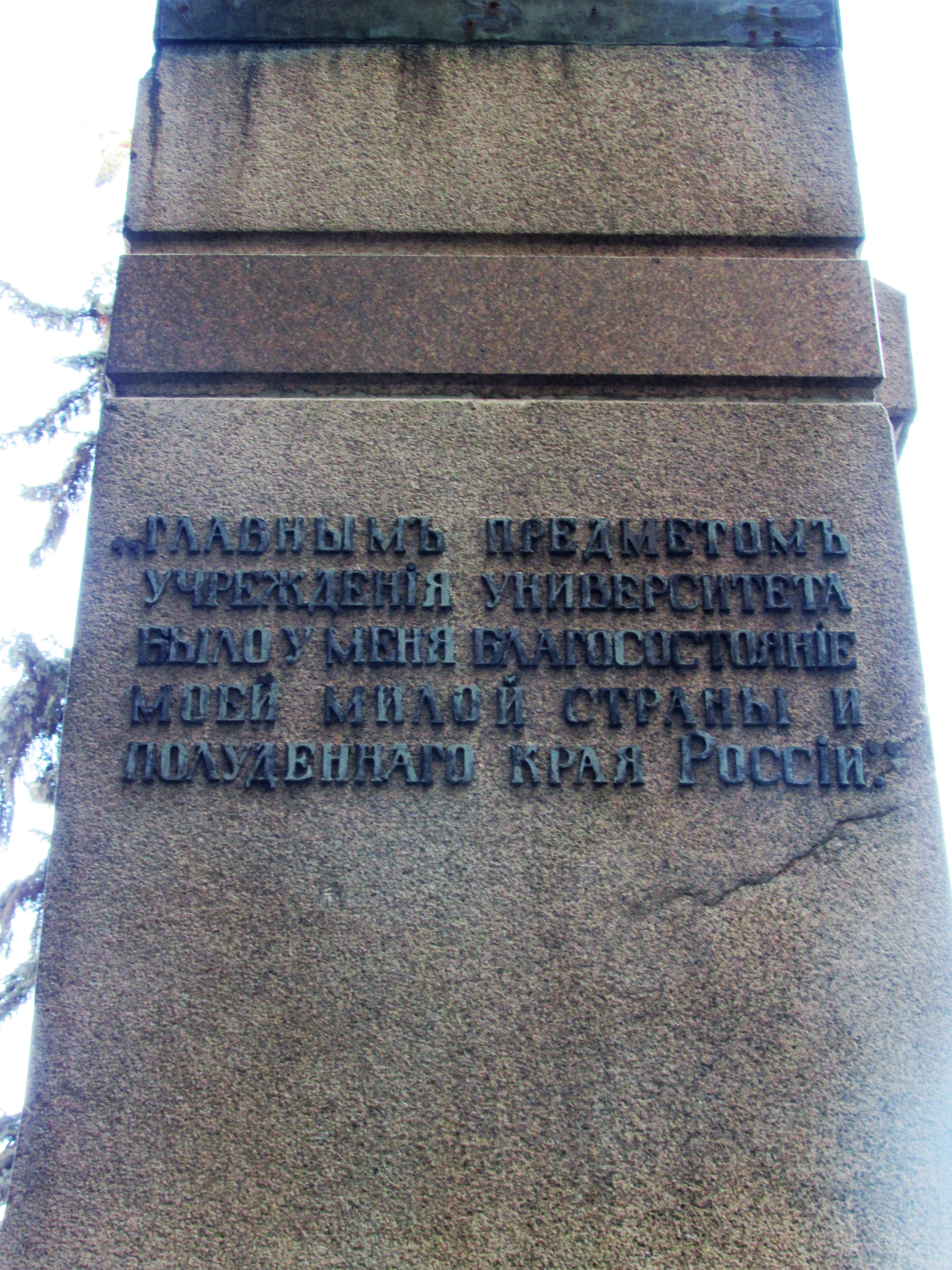
Ліва бічна сторона
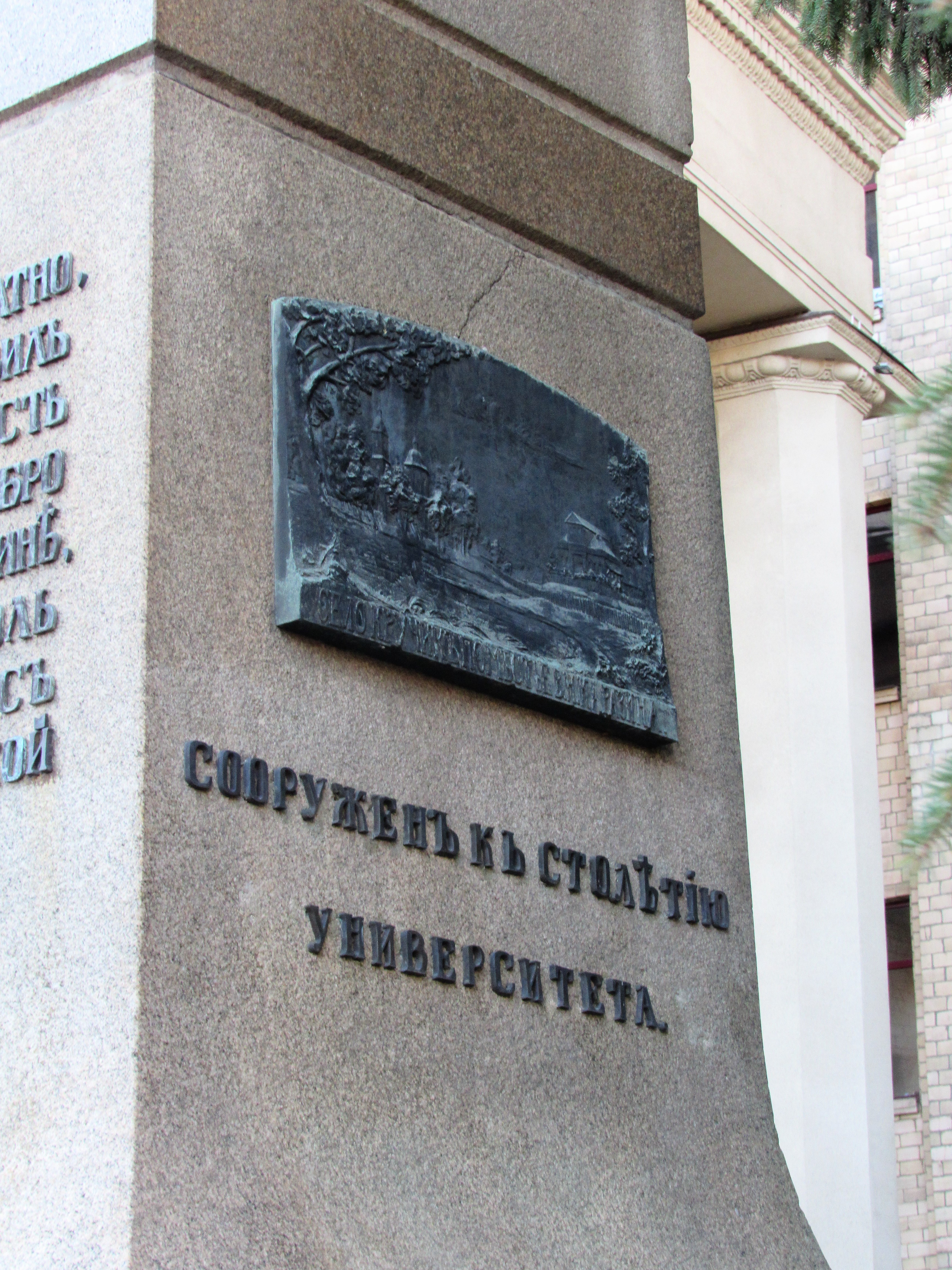
Тильна сторона
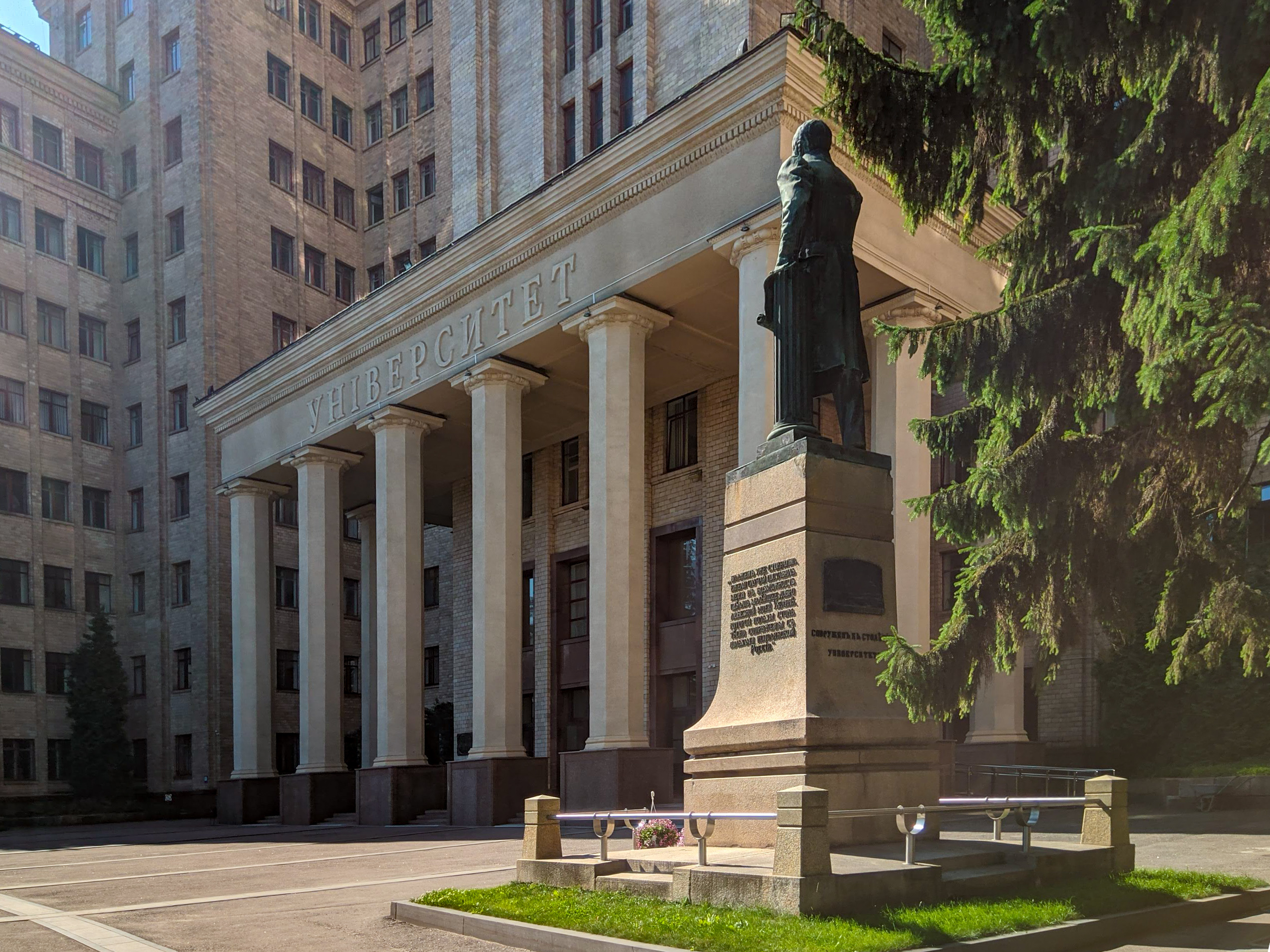
Пам'ятник Каразіну та вхід у центральний корпус ХНУ